# Amy Foster
Amy Foster är en novell av den polsk-engelske författaren Joseph Conrad från 1901. Den släpptes första gången på svenska i översättning av Tryggve Emond på Booklund förlag år 1998. Verket delar likheter med Conrads eget liv, som invandrare i England från Ukrainas polsktalande delar.

## Handling
Under en häftig storm utanför Cornwalls kust förliser det fartyg som en fattig centraleuropeisk emigrant skall ta sig till USA med. Invånarna i de närliggande byarna, som först inte är medvetna om skeppsbrottet och därmed inte heller om den fattige emigranten, är skeptiska och ser honom som galen - han talar inte engelska, och hans märkliga utrikiska skrämmer dem. Han erbjuds därmed ingen hjälp. Till slut lyckas dock Yanko Goorall, som han heter, få skydd och anställning av en excentrisk man i byn, Mr. Swaffer. Han lär sig lite engelska, och förklarar att hans namn betyder "lilla Johan" och att han var bergsklättrare. Berättaren klargör att han kommer från Karpaterna.
Yanko blir förälskad i Amy Foster, en tjänsteflicka som visat honom lite vänhet. De gifter sig, till det lilla samhällets förtvivlan. De bor sedan i en liten stuga som Yanko får av Swaffer för att ha räddat sin dotterdotters liv. Amy misstycker att Yanko försöker lära deras gemensamma son Johnny (efter illa Johan) att be på sitt eget modersmål. När Yanko blir sjuk flera månader senare och börjar yra på sitt modersmål. En skräckslagen Amy flyr med sitt barn, och dagen efter dör Yanko av hjärtattack. Det visar sig att han bara bett om vatten på sitt modersmål.

## Tematik
Novellen har i stora drag setts som självbiografisk, och en parallell till Conrads emigration från Ukrainas polsktalande delar till Storbritannien. Det tragiska slutet med Yankos död har setts som en satirisk samhällsbeskrivning:
| ”                                                              | Conrads bestående känsla av ensamheten framträder i novellen Amy Foster - berättelsen om hur en emigrant som till synes kommer från Polen blir skeppsbruten och kastas upp på Kents kust, gifter sig med en flicka från området och till slut drivs till galenskap och död på grund av språkets och traditionens förbistringar förefaller oöverstigliga. | „ |
| – Från Eve M. Whittakers Amy Foster and the Blindfolded Woman. | |   |